# باكيم با 349
باكيم با 349 (بالإنجليزية: أحناش, grass-snake)‏ طائرة اعتراضية ألمانيًة تعمل بالقوة الصاروخية في الحرب العالمية الثانية، وكان من المقرر استخدامه بطريقة مشابهة جدًا لصاروخ أرض جو مأهول. بعد الإقلاع العمودي، الذي قضى على الحاجة إلى المطارات، كان من المفترض أن يتم التحكم بقيادتها -معظم الوقت- إلى قاذفات الحلفاء بواسطة طيار آلي. كان الدور الأساسي للطيار غير المدرب نسبيًا هو توجيه الطائرة على القاذفات المستهدفة وإطلاق صواريخها. ثم يهبط الطيار والجسم الذي يحتوي على محرك الصاروخ باستخدام مظلات منفصلة، في حين أن قسم الأنف يمكن التخلص منه. انتهت أول رحلة إقلاع عمودية مأهولة، في 1 مارس 1945، بوفاة الطيار التجريبي لوثار شيبر.

## تطوير
في عام 1943 تم تحدي تفوق لوفتفافه الجوي من قبل الحلفاء في سماء الرايخ وكان مطلوبًا ابتكارات جذرية للتغلب على هذه الأزمة. ويبدو أنه تم تجهيز صواريخ أرض - جو لمواجهة هجوم الحلفاء الاستراتيي. تم البدء في مجموعة متنوعة من المشاريع، ولكن دائمًا ما كانت المشكلات في أنظمة التحكم والتوجيه تمنع أيًا من هذه من الوصول إلى حالة التشغيل. قدم وضع طيار في هذه الصواريخ، الذي يمكنه تشغيل تسليح الصاروخ خلال مرحلة الاقتراب النهائية من قاذفات الحلفاء. طلبت لوفتفافه دفاع جوي اعتراضي بسيط في أوائل عام 1944 تحت مظلة (بالألمانية: Jägernotprogramm)‏، حرفيا «برنامج الطوارئ المقاتلة».  تم اقتراح عدد من التصاميم البسيطة، بما في ذلك هينكل ص 1077 جوليا. كانت جوليا في المركز الأول في العقد. كانت الخطة الأولية هي إطلاق الطائرة عموديًا، ولكن تم تغيير هذا المفهوم لاحقًا إلى إقلاع أفقي تقليدي من عربة ذات عجلات ثلاثية العجلات، على غرار تلك التي استخدمتها النماذج الثمانية الأولى من القاذفة النفاثة ارادو ار 234.